# 藤光謙司
藤光 謙司（ふじみつ けんじ、1986年5月1日 - ）は、日本の陸上競技選手。専門は短距離走。埼玉県浦和市（現：さいたま市）出身。三室小学校、三室中学校、市立浦和高校、日本大学卒業。300mの元日本記録保持者。マネジメント契約先は藤光謙司個人事務所。

## 経歴
三室中学校3年時の2001年に、参加標準記録ピッタリで全日中の100mと200mに初出場を果たすも、両種目で予選敗退に終わる。
さいたま市立浦和高校2年だった2003年に世界ユース選手権日本代表に選出され、200mとメドレーリレーに出場した。200mは準決勝で敗退したが、メドレーリレーでは2走を務めて銅メダルを獲得した。
日本大学2年だった2006年に関東インカレの200mで20秒46を記録するなどしていたが、日本選手権で好成績を上げることができず、大学時代はオリンピックや世界選手権の出場経験はなかった（2007年のアジア選手権に出場経験があり、200mで優勝している）。
社会人1年目の2009年、日本選手権200mで20秒55の記録で3位になり、初めての世界選手権代表になった。8月の世界選手権では、200mは2次予選で敗退したが、400mリレーにおいて、日本のアンカーを務め、4位に入賞した。11月に行われたアジア選手権では、400mリレーのアンカーを走った40分後に1600mリレーの1走を務め、共に金メダルを獲得した。また12月の東アジア大会は200m金メダル、400mリレー銀メダルだった。
2010年の日本選手権200mでは20秒38の自己ベストをマークして初優勝し、髙平慎士の3連覇を阻止した。9月の全日本実業団対抗選手権200mでも高平慎士の4連覇を阻止して初優勝した。11月の広州アジア大会日本代表に選出され、200mと400mリレーと1600mリレーに出場した。200mは優勝したカタールのフェミ・オグノデに次ぐ銀メダルを獲得した。400mリレーはアンカーを務めたが、バトンミスがあり予選2組5着で敗退し、1978年バンコク大会から続いていたメダル獲得記録が途絶えた。1600mリレーは2走を務め、優勝したサウジアラビアと0秒13差の銀メダルに終わった。
2012年5月、ゼンリンと所属契約を交わした。
2013年の世界選手権は400mリレーの補欠として参加していたが、リレーメンバーだった山縣亮太が100mで負傷したため、山縣の代わりに急遽2走で起用されることになった。予選では38秒23のシーズンベストを記録して2組2着で決勝に進出したが、決勝は38秒39の6位に終わった。9月は全日本実業団対抗選手権200mで3年ぶり2度目の優勝を果たした。10月には国体の成年少年共通400mリレーで埼玉県のアンカーを務め、この種目では埼玉県25年ぶりの優勝に貢献した。12月、日本陸上競技連盟がリレー種目強化のために発足したナショナルチーム（男子24名、女子14名）の一員に選ばれた。
2014年は4月の出雲陸上300mで32秒25の日本新記録およびアジア新記録を樹立した。5月には世界リレーの800mリレーに出場してアンカーを務めた。オリンピックや世界選手権では行われない800mリレーに、日本は400mリレーと1600mリレーの補欠の選手達でエントリーしたが、バトンミスが響き予選2組4着で決勝に進出することはできなかった。6月の布勢スプリント100mでは第1レースで10秒28の自己ベストをマークした。9-10月はアジア競技大会に2大会連続で出場した。今回はリレー種目のみの出場だったが、1600mリレーの2走を務めて4大会ぶりの金メダル獲得に貢献した。同月の全日本実業団選手権では100mを初制覇。200mで2連覇を達成し、1995年大会の伊東浩司以来の両種目で2冠、自身初の全国大会での2冠を達成した。
2015年、4月の出雲陸上300mで32秒21をマークし、自身の持つ日本記録およびアジア最高記録を更新した。5月の世界リレーでは400mリレーの2走を務め、2016年リオデジャネイロオリンピックの出場権と銅メダル獲得に貢献した。6月の日本選手権200mでは決勝を20秒32の自己ベストで制して5年ぶりの優勝を達成。7月には自身初となる単独でのヨーロッパ遠征を決行すると、14日にスイスのルツェルンで行われた国際競技会の200mで日本歴代2位（当時）の記録となる20秒13（+0.6）をマークし、自己ベストを0秒19更新した。迎えた8月の世界選手権では、200m予選で20秒28（-0.3）のセカンドベストをマークし、末續慎吾が2003年大会でマークした20秒22（0.0）の世界選手権日本人最高記録に迫る好記録で予選を通過した。しかし、準決勝は3月に違和感を覚えた股関節などが気になりだし、怪我を恐れて全力を出すことが出来ずに20秒34（+0.8）とタイムを落として敗退した。400mリレーは予選で2走を務めたが、3-4走間のバトンミスが響き決勝進出を逃した。
2017年8月の2017年世界陸上競技選手権大会では4×100mリレーの補欠メンバーに入り、決勝ではコンディション不良のケンブリッジ飛鳥に代わり第4走者を務め銅メダルを獲得した。
2020年6月末にゼンリン陸上競技部を退部。自身でもアスリートを支援する団体を立ち上げるなどしており、これ以上の支援は必要ないと判断した。
2021年7月12日、自身のTwitterで現役引退を発表した。

## 人物・エピソード
- サッカーの街・浦和市（現さいたま市）で生まれ育ったこともあり小学校時代はサッカーをしていたが、自分に対して結果が直結する個人競技をやりたいと思うようになり、友人に誘われて中学から陸上を始める[1]。
- 中学3年時の全日中で「けちょんけちょんにやられて」（藤光）、全国にはたくさん速い選手がいることを知り、中学で陸上をやめようと思ったこともあったという。しかし、市立浦和高校の先生から声を掛けられたのをきっかけに陸上を続けた[1]。
- ZOZOマリンスタジアムで千葉ロッテマリーンズの選手を相手に盗塁に挑戦したことがあり（2017年12月31日、TBS系列の『KYOKUGEN』で放送）[24]、成功している。
- 「人間って消耗品だと思ってるんで、車とかと一緒なのかなという考え。一生走れる走行距離というのは決められてるんじゃないかって思ってる」という持論の持ち主のため、「ほとんど練習しない」。「省エネして1日2、3本とかしか走らなくて、それを週4回とか5回くらいやるのが僕の通常のメニュー」とのことで、それでなお2017年に「31歳で自己ベスト出してるんで、ずっと右肩上がりで記録は伸びてるので間違った練習はしてると思ってない」と主張している[25]。

## 主な成績
個人
- 2001年 全日中 100m 予選5組6着（11秒64 -0.3）
- 2001年 全日中 200m 予選5組7着（23秒30 -1.5）
- 2003年 世界ユース選手権 200m 準決勝2組4着（21秒64 -1.3）
- 2003年 国体 少年A100m 6位（10秒66）
- 2004年 国体 少年A100m 2位（10秒51）
- 2005年 日本インカレ 200m 6位（21秒58 +1.6）
- 2006年 国体 成年400m 予選2組5着（48秒66）
- 2007年 日本インカレ 200m 3位（21秒24 -1.3） *同着
- 2007年 日本選手権 200m 6位（20秒73 +1.2）
- 2007年 アジア選手権 200m 優勝（20秒85 +0.8）
- 2008年 日本選手権 200m 8位（37秒31 -1.2）
- 2008年 日本インカレ 100m 8位（10秒70 +0.9）
- 2008年 日本インカレ 200m 準決勝2組5着（21秒48 +0.4）
- 2009年 国際グランプリ大阪 200m 8位（21秒11 -0.4）
- 2009年 日本選手権 200m 3位（20秒55 +1.3）
- 2009年 日本選手権 400m 予選欠場
- 2009年 世界選手権 200m 2次予選4組6着（20秒97 -0.6）
- 2009年 スーパー陸上 400m 6位（46秒55）
- 2009年 全日本実業団対抗選手権 200m 2位（20秒91 -1.6）
- 2009年 国体 成年200m 優勝（20秒61 -0.5） *大会新
- 2009年 東アジア大会 200m 優勝（20秒91 -1.3）
- 2010年 国際グランプリ大阪 200m 4位（20秒80 0.0）
- 2010年 日本選手権 100m 予選欠場
- 2010年 日本選手権 200m 優勝（20秒38 +1.2） *自己ベスト
- 2010年 コンチネンタルカップ 200m 5位（20秒80 +0.2）
- 2010年 全日本実業団対抗選手権 100m 3位（10秒50 +1.1） *同着
- 2010年 全日本実業団対抗選手権 200m 優勝（20秒82 -0.3）
- 2010年 国体 成年100m 8位（10秒61 +1.7）
- 2010年 アジア大会 200m 2位（20秒74 +1.4）
- 2011年 日本選手権 100m 予選欠場
- 2011年 日本選手権 200m 8位（21秒05 0.0）
- 2011年 全日本実業団対抗選手権 200m 7位（21秒45 +2.7）
- 2012年 織田記念国際 100m 8位（10秒67 0.0）
- 2012年 日本選手権 200m 5位（20秒75 0.0）
- 2012年 全日本実業団対抗選手権 100m 準決勝1組5着（10秒78 -0.6）
- 2012年 全日本実業団対抗選手権 200m 5位（21秒06 -0.4）
- 2013年 日本選手権 200m 3位（20秒48 +0.9） *同着
- 2013年 全日本実業団対抗選手権 100m 3位（10秒42 +1.3）
- 2013年 全日本実業団対抗選手権 200m 優勝（20秒60 -0.2）
- 2013年 国体 成年100m 5位（10秒56 -1.7）
- 2014年 出雲陸上 300m 優勝（32秒25） *日本新記録、アジア最高記録
- 2014年 ゴールデングランプリ東京 200m 4位（20秒82 -1.2）
- 2014年 日本選手権 200m 4位（20秒68 +0.9）
- 2014年 布勢スプリント 100m 第1レース1組3着（10秒28 +2.0） *自己ベスト
- 2014年 全日本実業団対抗選手権 100m 優勝（10秒46 -1.9）
- 2014年 全日本実業団対抗選手権 200m 優勝（20秒49 0.0）
- 2014年 国体 成年100m 3位（10秒28 0.0） *自己ベストタイ
- 2015年 出雲陸上 300m 優勝（32秒21） *日本新記録、アジア最高記録
- 2015年 織田記念国際 200m 優勝（20秒43 +1.5） *大会新記録
- 2015年 ゴールデングランプリ川崎 200m 優勝（20秒33 -0.5） *自己ベスト
- 2015年 日本選手権 200m 優勝（20秒32 +0.8） *自己ベスト
- 2015年 Spitzen Leichathletik Luzern 200m B組3位（20秒13 +0.6） *日本歴代2位
- 2015年 ナイトオブアスレチックス 100m 優勝（10秒14 +3.2）
- 2015年 Gala dei Castelli 100m B組3位（10秒24 -0.1） *自己ベスト
- 2015年 世界選手権 200m 準決勝3組7着（20秒34 +0.8）
- 2015年 全日本実業団対抗選手権 200m 決勝棄権
- 2015年 国体 成年100m 優勝（10秒32 -1.1）
- 2016年 ゴールデングランプリ川崎 200m 6位（20秒90 -0.6）
- 2016年 日本選手権 200m 6位（20秒77 +1.8）
- 2016年 オリンピック 200m 予選5組6着（20秒86 -1.5）
- 2016年 全日本実業団対抗選手権 200m 2位（20秒67 0.0）
- 2017年 出雲陸上 300m 優勝（32秒47）
- 2017年 織田記念国際 100m 決勝棄権（予選10秒44 +1.2）
- 2017年 ゴールデングランプリ川崎 200m 3位（20秒93 -2.0）
- 2017年 布勢スプリント 100m 6位（10秒23 +1.9） *自己ベスト
- 2017年 日本選手権 200m 2位（20秒47 +0.3）
- 2017年 南部記念 200m 2位（20秒78 +3.1）
- 2017年 全日本実業団対抗選手権 200m 3位（20秒79 0.0）
- 2018年 出雲陸上 300m 5位（33秒36）
- 2018年 ゴールデングランプリ大阪 200m 4位（20秒61 +0.9）
- 2018年 日本選手権 200m 8位（23秒65 +0.8）
- 2018年 全日本実業団対抗選手権  100m 準決勝棄権（予選10秒72 -0.3）

リレー
- 2003年 世界ユース選手権 メドレーリレー/2走 3位（1分53秒11）
- 2005年 日本インカレ 400mリレー/4走 3位（39秒70）
- 2007年 日本インカレ 400mリレー/4走 5位（40秒17）
- 2008年 日本インカレ 400mリレー/4走 5位（40秒15）
- 2009年 国際グランプリ大阪 400mリレー/日本Aチーム4走 優勝（38秒33） *大会新記録
- 2009年 国際グランプリ大阪 1600mリレー/日本Bチーム1走 5位（3分07秒09）
- 2009年 世界選手権 400mリレー/4走 4位（38秒30）
- 2009年 アジア選手権 400mリレー/4走 優勝（39秒01）
- 2009年 アジア選手権 1600mリレー/1走 優勝（3分04秒13）
- 2009年 東アジア大会 400mリレー/3走 2位（39秒40）
- 2010年 コンチネンタルカップ 400mリレー/アジア太平洋チーム3走 2位（39秒28） *メンバーは全員日本人
- 2010年 アジア大会 400mリレー/4走 予選2組5着（47秒14）
- 2010年 アジア大会 1600mリレー/2走 2位（3分02秒43）
- 2012年 静岡国際 400mリレー/日本Aチーム4走 優勝（38秒69）
- 2012年 ゴールデングランプリ川崎 400mリレー/日本Bチーム4走 4位（39秒57）
- 2012年 国体 400mリレー/埼玉チーム3走 準決勝2組5着（40秒65）
- 2013年 トワイライトゲームス 400mリレー/日本チーム1走 オープン参加（38秒90）
- 2013年 世界選手権 400mリレー/2走 6位（38秒39）
- 2013年 国体 400mリレー/埼玉チーム4走 優勝（39秒85）
- 2014年 テキサスリレー 400mリレー/日本Aチーム2走 2位（38秒71）
- 2014年 世界リレー 800mリレー/4走 予選2組4着（1分23秒87）
- 2014年 アジア大会 1600mリレー/2走 優勝（3分01秒88）
- 2014年 国体 400mリレー/埼玉チーム4走 2位（39秒52）
- 2015年 世界リレー 400mリレー/日本チーム2走 3位（38秒20）
- 2015年 世界選手権 400mリレー/2走 予選1組4着（38秒60）
- 2015年 国体 400mリレー/埼玉チーム4走 6位（40秒30）
- 2016年 国体 400mリレー/埼玉チーム4走 準決勝3組4着（40秒65）
- 2017年 世界選手権 400mリレー/4走 3位（38秒04）
- 2017年 全日本実業団対抗選手権 400mリレー 決勝棄権（予選40秒44 2走）
- 2018年 ゴールデングランプリ大阪 400mリレー/4走 2位（38秒64）
- 2019年 世界リレー 800mリレー/4走 5位（1分22秒67）

## 自己ベスト
記録欄の（　）内の数字は風速（m/s）で、+は追い風を意味する。
| 種目 | 記録           | 年月日        | 場所                   | 備考           |
| ---- | -------------- | ------------- | ---------------------- | -------------- |
| 100m | 10秒23 (+1.9)  | 2017年6月04日 | 鳥取市                 |                |
| 100m | 10秒14w (+3.2) | 2015年7月18日 | ヒュースデン＝ゾルダー | 追い風参考記録 |
| 200m | 20秒13 (+0.6)  | 2015年7月14日 | ルツェルン             | 日本歴代4位    |
| 300m | 32秒21         | 2015年4月12日 | 出雲市                 |                |
| 400m | 46秒13         | 2006年8月11日 | 上尾市                 | 元埼玉県記録   |